# Holton St. Mary
Holton St. Mary ist ein Dorf und eine Verwaltungseinheit im District Babergh in der Grafschaft Suffolk, England. Holton St. Mary ist 13,5 km von Ipswich entfernt. Im Jahr 2022 hatte es eine Bevölkerung von 236 Einwohnern. Holton St. Mary wurde 1086 im Domesday Book als Holetuna erwähnt.